# Llibre romà
El llibre romà o els llibres que es conserven dels romans, són documents que es conserven (o es coneixen fragmentàriament) que formaven part de la cultura romana i que van influir en les cultures posteriors. Serveixen també per conèixer la història romana, el dret, la medicina, la història natural i l'administració tant de la República com de l'Imperi.
El llibre més antic conservat, a part de les inscripcions, és el que recull les Lleis de les dotze taules, que devia de ser gravat cap a l'any 450 aC, i on hi va intervenir el decemvir Api Claudi. Aquest codi legal era també un manual escolar i un llibre de lectura, segons Ciceró.
El llibre dels Fasti recopilava els registres oficials, els calendaris de les festes religioses i profanes. Hi havia un tipus de fasti que no eren calendaris pròpiament dits, sinó una llista de commemoracions. Aquestes llistes es coneixen amb el nom de Fasti Annales per a distingir-les de les anteriors o Fasti Sacri. Eren una recopilació dels magistrats de cada any i unes breus anotacions dels fets més destacats. Incloïen una llista de cònsols, dictadors, censors i altres magistrats. Els pontífex màxims elaboraven uns llistats amb formules religioses anomenats Indigitamenta, que eren tant unes invocacions i oracions com uns llistats actualitzats de les divinitats a les que rendir culte.
Cada ciutat llatina posseïa, per la seva part, el seu propi registre oficial. Els Llibres sibil·lins, encara que escrits en grec, es consultaven per prendre decisions. Estaven custodiats per les sibil·les i eren rigorosament inaccessibles, però els partits havien aconseguit obtenir còpies que feien circular amb interpretacions favorables, manipulant adequadament els seus presagis els dos bàndols. El poble creia cegament en els presagis, i ignoraven la seva manipulació. Al costat dels Llibres sibil·lins va florir l'astrologia, afavorida per la doctrina estoica que considerava els astres com a cossos divins, tendia a suplantar certes formes d'endevinació (auspicis dels àugurs, interpretacions dels harúspexs) ampliant-se la tendència pels contactes amb Orient (especialment sirians i perses).
Es conserven també exemples de literatura religiosa, com els Carmen Arvales que cantaven els Arvales, que eren invocacions per demanar fecunditat a la terra. Les sortes o oracles, les Carmina Marciana, atribuïdes al profeta Marci (segle iii aC) i altres presagis, que formaven part de la cultura escrita comú al poble romà.